# Lijst van kerken in Middelburg
Deze Lijst bevat een overzicht van de kerkgebouwen in de Zeeuwse gemeente Middelburg. Noodkerken en vergelijkbare tijdelijke onderkomens voor religieuze groepen zijn niet in deze lijst opgenomen.
| Kerk                                               | Adres                           | Wijk/Plaats             | Originele functie                                                 | Huidige functie                                         | Bijzonderheden                                                                                            | Foto |
| -------------------------------------------------- | ------------------------------- | ----------------------- | ----------------------------------------------------------------- | ------------------------------------------------------- | --- | ---- |
| Sint-Augustinuskerk                                | Zuidsingel 70                   | Binnenstad              | Lutherse kerk                                                     | Oudkatholieke Kerk                                      | 1740-1742; Jan de Munck; Rijksmonument 29713                                                              |      |
| Bacht 's Gravenhovekerk (Vismarktkerk, Zusterkerk) | Zusterstraat                    | Binnenstad              | Grauwzuster kloosterkapel                                         | Gesloopt in 1808                                        | 1473 |      |
| Bethlehemkerk                                      | Rijnstraat 14                   | Stromenwijk             | Molukse Evangelische Kerk                                         | Onveranderd                                             | 1992 |      |
| Doopsgezinde kerk                                  | Lange Noordstraat 62            | Binnenstad              | Doopsgezinden                                                     | Onveranderd                                             | 1882; Klaas Stoffels; Rijksmonument 508332                                                                |      |
| (Voormalige) Doopsgezinde Kerk                     | Hoogstraat 20                   | Binnenstad              | Doopsgezinden                                                     | Theaterproductiehuis                                    | 1629 (1592); Rijksmonument 28984                                                                          |      |
| Dorpskerk                                          | Markt 10                        | Arnemuiden              | Nederlandse Hervormde Kerk                                        | Protestantse Kerk in Nederland                          | 1858; J. Bourdrez; Waterstaatskerk                                                                        |      |
| Dorpskerk                                          | Dorpsstraat 25                  | Kleverskerke            | Nederlandse Hervormde Kerk                                        | Protestantse Kerk in Nederland                          | 1861-1862; J. Bourdrez; Waterstaatskerk                                                                   |      |
| Dorpskerk                                          | Kerkplein 2                     | Nieuw- en Sint Joosland | Nederlandse Hervormde Kerk                                        | Protestantse Kerk in Nederland                          | 1882-1883; gemeentelijk monument                                                                          |      |
| Eben-Haëzerkerk                                    | Kerklaan 6                      | Arnemuiden              | Gereformeerde Kerken in Nederland                                 | Onveranderd                                             | 1966-1967; Steen & Tuinhof                                                                                |      |
| Engelse kerk (Waalse kerk)                         | Simpelhuisstraat 10             | Binnenstad              | Cellebroeders klooster kapel                                      | Waalse kerk                                             | 1471-1484; Rijksmonument 29491                                                                            |      |
| Gasthuiskerk (Sint-Barbarakapel)                   | Lange Delft 94                  | Binnenstad              | Gasthuis kapel                                                    | Christelijk Gereformeerde Kerken                        | 1493-1494                                                                                                 |      |
| Gereformeerde Gemeenten in Nederland               | Burgemeester Langebeekstraat 16 | Arnemuiden              | Gereformeerde Gemeenten                                           | Gereformeerde Gemeenten in Nederland                    | 1951-1952; G.J. van Beekum                                                                                |      |
| Gereformeerde kerk                                 | Lionstraat                      | Arnemuiden              | Gereformeerde Kerken in Nederland                                 | Gesloopt in 1968                                        | 1903 |      |
| Gereformeerde kerk                                 | Noordweg 372                    | Sint Laurens            | Gereformeerde Kerken in Nederland                                 | Messiaanse Gemeente                                     | 1923-1924                                                                                                 |      |
| Hervormde kerk                                     | Van Cittersstraat 69            | Sint Laurens            | Nederlandse Hervormde Kerk                                        | Protestantse Kerk in Nederland                          | 1644; Rijksmonument 29734                                                                                 |      |
| Hervormde kerk 't Zand                             | Vogelstraat 4                   | 't Zand                 | Nederlandse Hervormde Kerk                                        | Buiten gebruik sinds 1963, in particulier bezit         | 1914 |      |
| De Hoeksteen (De Fontein)                          | Vrijlandstraat                  | Dauwendaele             | Gereformeerde Kerken in Nederland en Rooms-Katholieke Kerk        | Baptistengemeente                                       | 1972; G. Tuinhof                                                                                          |      |
| Hofpleinkerk                                       | Hofplein 13                     | Binnenstad              | Gereformeerde Kerken in Nederland                                 | Gesloopt 1930                                           | 1892 |      |
| Hofpleinkerk                                       | Hofplein 13                     | Binnenstad              | Gereformeerde Kerken in Nederland                                 | Buiten gebruik sinds 2019                               | 1930-1931; A. de Poorte                                                                                   |      |
| Koorkerk                                           | Onder den Toren 1               | Binnenstad              | Premonstratenzer Abdijkerk                                        | Vrijzinnig protestantisme                               | 13e en 14e eeuw; Rijksmonument 28671                                                                      |      |
| Korpsgebouw Leger des Heils                        | Het Zwin 1                      | Stromenwijk             | Leger des Heils                                                   | Onveranderd                                             | 2009 |      |
| Kruiskerk                                          | Klein Vlaanderen 75             | Binnenstad              | Gereformeerde Kerken vrijgemaakt                                  | Nederlandse Gereformeerde Kerken                        | 1973; Klapwijk en van der Lek                                                                             |      |
| Morgensterkerk                                     | Adriaen Lauwereyszstraat 6      | 't Zand                 | Nederlandse Hervormde Kerk                                        | Buiten gebruik sinds 2017                               | 1965-1966; Rothuizen en 't Hooft                                                                          |      |
| Nieuwe Kerk (Sint-Nicolaaskerk, Oostmonsterkerk)   | Groenmarkt 12                   | Binnenstad              | Rooms-Katholieke parochiekerk                                     | Protestantse Kerk in Nederland                          | 14e eeuw; Rijksmonument 28673                                                                             |      |
| Noorderkerk                                        | Bogardstraat 11                 | Binnenstad              | Nederduitse Gereformeerde Kerk (Dolerende)                        | Gesloopt in 1985                                        | 1888 |      |
| Noordmonsterkerk (Sint-Pieterskerk)                | Hofplein                        | Binnenstad              | Rooms-Katholieke parochiekerk                                     | Gesloopt in 1834                                        | 14e eeuw                                                                                                  |      |
| Ontmoetingskerk                                    | Oosterscheldestraat 1           | Stromenwijk             | Nederlandse Hervormde Kerk                                        | Gereformeerde Bond in de Protestantse Kerk in Nederland | 1961-1963; Rothuizen en 't Hooft                                                                          |      |
| Oostkerk                                           | Oostkerkplein 1                 | Binnenstad              | Nederduitse Gereformeerde Kerk (later Nederlandse Hervormde Kerk) | Buiten gebruik sinds 2017, evenementen locatie          | 1648-1667; Bartholomeus Drijfhout, Pieter Post (adviseur) en Arent van 's-Gravesande; Rijksmonument 29367 |      |
| Oude- of Sint-Maartenskerk                         | Markt                           | Arnemuiden              | Rooms-Katholieke Kerk                                             | Gesloopt in 1857                                        | 15e eeuw                                                                                                  |      |
| Petrus en Pauluskerk                               | Lombardstraat 3                 | Binnenstad              | Rooms-Katholieke Kerk                                             | Onveranderd                                             | 1950-1951; Kees van Moorsel                                                                               |      |
| Sint-Pieterskerk                                   | Lange Noordstraat               | Binnenstad              | Rooms-Katholieke Kerk                                             | Verwoest in 1940 door bombardement                      | 1846; J. Bourdrez; Waterstaatskerk                                                                        |      |
| Rehobothkerk                                       | Van Cittersweg 2A               | Arnemuiden              | Hersteld Hervormde Kerk                                           | Onveranderd                                             | 2005-2006                                                                                                 |      |
| Segeersstraatkerk                                  | Segeersstraat 13                | Binnenstad              | Gereformeerde Gemeenten                                           | Gesloopt in 1997                                        | 1898 |      |
| Ter Hoogekerk                                      | Willem Teellinckstraat 3        | 't Zand                 | Gereformeerde Gemeenten                                           | Onveranderd                                             | 1997; Geenen-Roskam                                                                                       |      |
| Thomaskapel                                        | Vrijlandstraat 98               | Dauwendaele             | Nederlandse Hervormde Kerk                                        | Volle Evangelie Gemeente Sion                           | 1976-1977; P.J. 't Hooft                                                                                  |      |
| Vrijzinnig Hervormde Kerk                          | Sint-Pietersstraat              | Binnenstad              | Vrijzinnig protestantisme                                         | Verwoest in 1940 door bombardement                      | 1909 |      |
| Westerkerk                                         | Armeniaans Schuitvlot 22        | Binnenstad              | Gereformeerde Gemeenten in Nederland                              | Onveranderd                                             | 1978 |      |
| Waalse kerk (Middelburg)                           | Lange Sint-Pietersstraat        | Binnenstad              | Begardenkloosterkerk                                              | Verwoest in 1940 door bombardement                      | 1492 |      |
| Westmonsterkerk (Sint-Maartenskerk)                | Markt                           | Binnenstad              | Rooms-Katholieke parochiekerk                                     | Gesloopt rond 1390                                      | 10e eeuw                                                                                                  |      |
| Westmonsterkerk (Sint-Maartenskerk)                | Markt                           | Binnenstad              | Rooms-Katholieke parochiekerk                                     | Gesloopt in 1575                                        | 1390 |      |
| Zuiderkerk                                         | Schoutstraat 1                  | Magistraatwijk          | Gereformeerde Gemeenten                                           | Onveranderd                                             | 1973-1974; Kraaijeveld Sr.                                                                                |      |